# Atarba nodulosa
Atarba nodulosa är en tvåvingeart som beskrevs av Alexander 1939. Atarba nodulosa ingår i släktet Atarba och familjen småharkrankar.
Artens utbredningsområde är Ecuador. Inga underarter finns listade i Catalogue of Life.